# Ozette
Ozette – stanowisko archeologiczne położone na przylądku Alava w hrabstwie Clallam w amerykańskim stanie Waszyngton.
Położone na wybrzeżu Oceanu Spokojnego, nad cieśniną Juan de Fuca stanowisko zostało przebadane po raz pierwszy w latach 70. XX wieku przez ekipę archeologów pod kierownictwem Richarda Daugherty’ego z Washington State University. W trakcie prac wykopaliskowych odsłonięto ślady trwającego przez ponad 2000 lat osadnictwa. Znajdująca się w tym miejscu osada Indian Makah została na przełomie XV i XVI wieku zasypana przez lawinę błotną. Na stanowisku odkryto ponad 50 tysięcy artefaktów, warstwa błota doskonale zakonserwowała długie domy wzniesione z desek i inwentarz ruchomy zawierający m.in. kosze, sieci, harpuny, wyroby drewniane i ubrania.